# Pedicularis flammea
Espèce
Pedicularis flammea, la pédiculaire flammée, est une espèce de plantes herbacées appartenant à la famille des Scrophulariaceae selon la classification classique de Cronquist (1981) ou à la famille des Orobanchaceae selon la classification phylogénétique. On la trouve en Amérique du Nord, au Groenland, en Islande et dans les Alpes scandinaves.